# 珠海泽蛭
珠海泽蛭（学名：Helobdella zhuhaina）为舌蛭科泽蛭属的动物。在中国大陆，分布于广东等地，很可能栖息于半咸水或盐度较低的水体里。该物种的模式产地在广东珠海。